# Eremas leucotrigona
Eremas leucotrigona är en fjärilsart som beskrevs av Turner 1945. Eremas leucotrigona ingår i släktet Eremas och familjen vecklare. Inga underarter finns listade i Catalogue of Life.